# Alan Fleming Hartley
Alan Fleming Hartley, född 24 oktober 1882, död 7 december 1954, var en brittisk militär, från 1925 aktiv i brittisk-indiska armén.

## Karriär
- 1925–1926: Lärare vid militärskolan i Quetta.
- 1927–1930: Befäl vid Probyn's Horse.
- 1932–1933: Befäl vid 4th Indian Cavalry Brigade.
- 1933–1936: Chef för Military Operations & Intelligence.
- 1937–1938: Kommendant i militärdistriktet Waziristan.
- 1939–1940: Kommendant i militärdistriktet Rawalpindi.
- 1940–1942: General, befälhavare för Norra kommandot i Indien.
- 1942: Överbefälhavare för brittisk-indiska armén.
- 1942–1944: Biträdande överbefälhavare.
- Pensionerad ur aktiv tjänst.